# Paciência
Paciência és un barri de la Zona Oest del municipi de Rio de Janeiro.
El seu IDH, l'any 2000, era de 0,751, el 112 entre 126 barris analitzats en el municipi de Rio.

## Geografia
Limita amb els barris carioques de Santa Cruz, Cosmos i Campo Grande, i amb el municipi fluminense de Nova Iguaçú.
Té aproximadament 201 mil habitants, en una superfície de 2.944,80 hectàrees. En el barri hi ha una de les estacions ferroviàries més antigues del país (actualment administrada per la SuperVia). El barri encara és tallat per l'Avinguda Brasil, la principal via d'accés al Centre de la ciutat i també per l'Avinguda Cesário de Melo, una important via de transports urbans que connecta Santa Cruz a Campo Grande. El viaducte de Paciência comunica les parts nord i sud del barri.
Els últims anys, el barri va guanyar certa fama en els mitjans de comunicació a causa del projecte de construcció d'un centre de tractament de residus, l'anomenat Lixão de Paciência, que rebria resídus i detrits de tot el municipi. L'empresa, no obstant això, va ser vetada pel Tribunal de Comptes del Municipi de Rio.

## Història
El seu nom es deu a l'Engenho da Paciência, de João Francisco da Silva, la més antiga i important hisenda de canya de sucre del Brasil. Quedava en la Carretera Reial de Santa Cruz (actual Avinguda Cesário de Melo), on, en l'inici del segle xix, el lloc servia d'allotjament i suport als passatgers dels carruatges, prínceps i nobles, en les excursions a la Hisenda Real, localitzada en el barri de Santa Cruz.
Amb l'arribada de la línia fèrria, va ser inaugurada, el 1897 l'Estació Paciência, en el ramal del Ferrocarril do Brasil. La seva urbanització va començar en la dècada de 1950, amb l'emergència de grans promocions, com Jardim Sete de Abril, Vila Geni, el Jardim Vitória, entre d'altres. A l'Avinguda Brasil, va ser implantat el Conjunt Jardin Palmares, el Districte Industrial de Palmares, en la frontera amb Campo Grande i Conjunto Manguariba ja en la divisió amb Santa Cruz. Més tard, van créixer comunitats com les de Cesarinho, Três Pontes, Divineia (actualment coneguda com a Conjunt 31 d'Octubre), Roberto Moreno, Conjunto Gouveia, Conjunto Urucânia, Saquassú, Loteamento Jardim dos Vieiras i Nova Jérsei. El nucli principal del barri, travessat pel riu Cação Vermelho, està situat entre la Serra de la Paciência i el Morro de Santa Eugênia.